# مطار تشينهوانغداو شانهايقوان
مطار تشينهوانغداو شانهايقوان (بالإنجليزية: Qinhuangdao Shanhaiguan Airport)‏ و(بالصينية: 秦皇岛山海关机场) (إياتا: SHP، إيكاو: ZBSH) مطار عسكري يقع بمدينة تشنهوانغداو في خبي في الصين. يبلغ طول المدرج 2440 م . قبل إغلقه في عام 2015 خدم المطار 156000 مسافر.

## وصلات خارجية
- http://www.flightstats.com/go/Airport/airportDetails.do?airportCode=SHP